# De nieuwe van....
De nieuwe van.... is het negende album van de Nederlandse volkszanger Jannes. Als voorloper op het album werd de single Ietsie pietsie uitgebracht. Het nummer bereikte in juni 2009 de vijfde positie in de Single Top 100. Het album werd op 31 juli 2009 uitgebracht en kwam op 8 augustus 2009 op nummer 1 binnen in de Album Top 100.

## Tracklist
Cd
De Limited Edition bestaat naast de cd ook uit een dvd.
Dvd

## Hitnotering
| "De nieuwe van...." in de Nederlandse Album Top 100 Hitnotering (Week 1 t/m 23): 08-08-2009 t/m 09-01-2010 Hitnotering (Week 24): 23-01-2010 Hitnotering (Week 25 t/m 26): 27-02-2010 t/m 06-03-2010 | "De nieuwe van...." in de Nederlandse Album Top 100 Hitnotering (Week 1 t/m 23): 08-08-2009 t/m 09-01-2010 Hitnotering (Week 24): 23-01-2010 Hitnotering (Week 25 t/m 26): 27-02-2010 t/m 06-03-2010 | "De nieuwe van...." in de Nederlandse Album Top 100 Hitnotering (Week 1 t/m 23): 08-08-2009 t/m 09-01-2010 Hitnotering (Week 24): 23-01-2010 Hitnotering (Week 25 t/m 26): 27-02-2010 t/m 06-03-2010 | "De nieuwe van...." in de Nederlandse Album Top 100 Hitnotering (Week 1 t/m 23): 08-08-2009 t/m 09-01-2010 Hitnotering (Week 24): 23-01-2010 Hitnotering (Week 25 t/m 26): 27-02-2010 t/m 06-03-2010 | "De nieuwe van...." in de Nederlandse Album Top 100 Hitnotering (Week 1 t/m 23): 08-08-2009 t/m 09-01-2010 Hitnotering (Week 24): 23-01-2010 Hitnotering (Week 25 t/m 26): 27-02-2010 t/m 06-03-2010 | "De nieuwe van...." in de Nederlandse Album Top 100 Hitnotering (Week 1 t/m 23): 08-08-2009 t/m 09-01-2010 Hitnotering (Week 24): 23-01-2010 Hitnotering (Week 25 t/m 26): 27-02-2010 t/m 06-03-2010 | "De nieuwe van...." in de Nederlandse Album Top 100 Hitnotering (Week 1 t/m 23): 08-08-2009 t/m 09-01-2010 Hitnotering (Week 24): 23-01-2010 Hitnotering (Week 25 t/m 26): 27-02-2010 t/m 06-03-2010 | "De nieuwe van...." in de Nederlandse Album Top 100 Hitnotering (Week 1 t/m 23): 08-08-2009 t/m 09-01-2010 Hitnotering (Week 24): 23-01-2010 Hitnotering (Week 25 t/m 26): 27-02-2010 t/m 06-03-2010 | "De nieuwe van...." in de Nederlandse Album Top 100 Hitnotering (Week 1 t/m 23): 08-08-2009 t/m 09-01-2010 Hitnotering (Week 24): 23-01-2010 Hitnotering (Week 25 t/m 26): 27-02-2010 t/m 06-03-2010 | "De nieuwe van...." in de Nederlandse Album Top 100 Hitnotering (Week 1 t/m 23): 08-08-2009 t/m 09-01-2010 Hitnotering (Week 24): 23-01-2010 Hitnotering (Week 25 t/m 26): 27-02-2010 t/m 06-03-2010 | "De nieuwe van...." in de Nederlandse Album Top 100 Hitnotering (Week 1 t/m 23): 08-08-2009 t/m 09-01-2010 Hitnotering (Week 24): 23-01-2010 Hitnotering (Week 25 t/m 26): 27-02-2010 t/m 06-03-2010 | "De nieuwe van...." in de Nederlandse Album Top 100 Hitnotering (Week 1 t/m 23): 08-08-2009 t/m 09-01-2010 Hitnotering (Week 24): 23-01-2010 Hitnotering (Week 25 t/m 26): 27-02-2010 t/m 06-03-2010 | "De nieuwe van...." in de Nederlandse Album Top 100 Hitnotering (Week 1 t/m 23): 08-08-2009 t/m 09-01-2010 Hitnotering (Week 24): 23-01-2010 Hitnotering (Week 25 t/m 26): 27-02-2010 t/m 06-03-2010 | "De nieuwe van...." in de Nederlandse Album Top 100 Hitnotering (Week 1 t/m 23): 08-08-2009 t/m 09-01-2010 Hitnotering (Week 24): 23-01-2010 Hitnotering (Week 25 t/m 26): 27-02-2010 t/m 06-03-2010 | "De nieuwe van...." in de Nederlandse Album Top 100 Hitnotering (Week 1 t/m 23): 08-08-2009 t/m 09-01-2010 Hitnotering (Week 24): 23-01-2010 Hitnotering (Week 25 t/m 26): 27-02-2010 t/m 06-03-2010 | "De nieuwe van...." in de Nederlandse Album Top 100 Hitnotering (Week 1 t/m 23): 08-08-2009 t/m 09-01-2010 Hitnotering (Week 24): 23-01-2010 Hitnotering (Week 25 t/m 26): 27-02-2010 t/m 06-03-2010 |
| Week | 1 | 2 | 3 | 4 | 5 | 6 | 7 | 8 | 9 | 10 | 11 | 12 | 13 | 14 | 15 |
| --- | --- | --- | --- | --- | --- | --- | --- | --- | --- | --- | --- | --- | --- | --- | --- |
| Nummer | 1 | 2 | 2 | 5 | 7 | 17 | 28 | 28 | 40 | 37 | 36 | 31 | 36 | 45 | 52 |
| Week | 16 | 17 | 18 | 19 | 20 | 21 | 22 | 23 | | 24 | | 25 | 26 | | |
| Nummer | 61 | 70 | 77 | 72 | 78 | 75 | 65 | 84 | uit | 87 | uit | 85 | 72 | uit | |